# Títulos do Minas Tênis Clube
Eis os títulos do Minas Tênis Clube:

## Voleibol

### Voleibol feminino

#### Internacional
- Salonpas Cup:
  - Vice-Campeão: 2002
  - Terceiro lugar: 2004, 2007

#### Nacional
- Torneio de Clubes Campeões do Brasil / Troféu Guarani:[1]
  - Campeão: 1963, 1964
  - Vice-Campeão: 1962

- Taça Brasil:
  - Campeão: 1974

- Campeonato Brasileiro:
  - Vice-Campeão: 1978, 1981

- Liga Brasileira:
  - Campeão: 1992/93
  - Vice-Campeão: 1991/92

- Superliga Brasileira de Voleibol:
  - Campeão: 2001/02,[2] 2018/19
  - Vice-Campeão: 1999/2000, 2002/03, 2003/04
  - Terceiro lugar: 2006/07, 2015/16

- Copa Brasil:
  - Vice-campeão: 2017[3]
  - Terceiro lugar: 2007

#### Regional
- Campeonato Mineiro:
  - Campeão: 1940, 1946, 1949, 2003
  - Vice-Campeão: 2010, 2013,[4] 2014,[5] 2015[6]

- Campeonato Paulista :
  - Terceiro lugar: 2002, 2003, 2004 (representando o São Bernardo), 2006 (representando o Paulistano)

### Voleibol masculino
O Minas é o time com maior número de conquistas nacionais, com 9 títulos no total.
- Campeonato Sul-Americano:
  - Campeão: 1984, 1985, 1999[9]
  - Vice-Campeão:1986,[10] 1987[10] e 2013[11]
  - Quarto lugar:2009[10]

- Superliga:
  - Campeão: 1999-00, 2000-01, 2001-02, 2006-07
  - Vice-Campeão: 2004-05, 2005-06, 2008-09

- Liga Nacional de Voleibol:
  - Vice-Campeão:1988-89[12]

- Campeonato Brasileiro:
  - Campeão: 1984, 1985, 1986

- Taça Brasil:
  - Campeão: 1964, 1965

- Circuito Nacional de Voleibol:
  - Campeão:1986[13]

- Campeonato Mineiro:
  - Campeão: 1970, 1971, 1972, 1973, 1976, 1977, 1978, 1979, 1984, 1985, 1998, 2001, 2002, 2003, 2004, 2005, 2006, 2007
  - Vice-Campeão: 2008, 2009, 2010, 2011, 2012, 2013

- Campeonato Paulista (representando o Esporte Clube Pinheiros):
  - Campeão: 2005, 2006
  - Vice-Campeão: 2007, 2008

## Basquete
| Continentais | Continentais                                | Continentais | Continentais |
|              | Competição                                  | Títulos      | Temporada |
| ------------ | ------------------------------------------- | ------------ | --- |
|              | Campeonato Sul-Americano de Clubes Campeões | 1            | 2008 |
|              | Torneio Mercosul                            | 1            | 1993 |
| Estaduais    |                                             |              | |
|              | Competição                                  | Títulos      | Temporada |
| Minas Gerais | Campeonato Mineiro                          | 19           | 1964, 1965, 1966, 1967, 1968, 1969, 1970, 1971, 1978, 1987, 1991, 1993, 1994, 1995, 1997, 2007, 2008, 2009 e 2015 |

### Outros Torneios
★ Campeonato Metropolitano: 5 vezes (1985, 1986, 1988, 1991 e 1994).
★ Torneio Interestadual: 1986.
★ Torneio Minas/Rio: 1991.
★ Torneio Selector: 1991.
★ Torneio José Bento: 1993.
★ International Tournament Haarlem Basketball Week: 2007.
★ Etapa de Vitória da Copa Sudeste: 2008.

## Futsal
Títulos do clube:
| NACIONAIS    | NACIONAIS                | NACIONAIS | NACIONAIS                                                         |
|              | Competição               | Títulos   | Temporadas                                                        |
| ------------ | ------------------------ | --------- | ----------------------------------------------------------------- |
|              | Taça Brasil de Futsal    | 2         | 2002 e 2012                                                       |
| REGIONAIS    |                          |           |                                                                   |
|              | Competição               | Títulos   | Temporadas                                                        |
|              | Liga Sudeste de Futsal   | 1         | 2009 e 2010                                                       |
| ESTADUAIS    |                          |           |                                                                   |
|              | Competição               | Títulos   | Temporadas                                                        |
| Minas Gerais | Campeonato Mineiro       | 10        | 2002, 2004, 2005, 2006, 2007, 2008, 2009, 2010, 2011 e 2012       |
| CITADINOS    |                          |           |                                                                   |
|              | Competição               | Títulos   | Temporadas                                                        |
|              | Campeonato Metropolitano | 11        | 2001, 2002, 2004, 2005, 2006, 2007, 2008, 2009, 2010, 2011 e 2012 |

## Natação
- Troféu Maria Lenk:
  - Campeão: 1988, 1990, 1992, 1994, 1994', 1996, 1997, 2011, 2013 (9)

- Troféu José Finkel:
  - Campeão: 1988, 1991, 1993, 1994, 1996, 1998, 2011, 2012, 2013, 2014, 2015[15] (11)